# Gary Kubiak
Gary Wayne Kubiak (Houston, 15 de agosto de 1961) é um treinador de futebol americano que trabalhou como treinador assistente e conselheiro de ataque do Minnesota Vikings da National Football League (NFL). Kubiak também é um ex-executivo e jogador de futebol americano.
Ele foi treinador principal do Houston Texans de 2006 a 2013 e do Denver Broncos de 2015 e 2016 antes de deixar o cargo em 1 de janeiro de 2017, citando problemas de saúde. Anteriormente em sua carreira de treinador, ele atuou como assistente técnico nos Broncos, em Texas A&M University e no San Francisco 49ers. Ele também foi o coordenador ofensivo do Baltimore Ravens em 2014.
Kubiak jogou como quarterback na Texas A&M University. Ele foi selecionado na oitava rodada do Draft da Draft de 1983 como a 197ª escolha geral pelos Broncos, onde jogou de 1983 a 1991 como reserva de John Elway.
Kubiak participou de sete Super Bowls: perdeu três como jogador dos Broncos, venceu três como assistente técnico dos Broncos e dos 49ers e venceu o Super Bowl 50 como treinador dos Broncos.

## Carreira como jogador

### Carreira na escola
Kubiak teve um recorde no estado de 6.190 jardas quando estava na St. Pius X High School de Houston, Texas, onde recebeu o apelido de "Koob". Ele foi duas vezes nomeado para as equipes estaduais de futebol americano, basquete, beisebol e atletismo, ele foi introduzido no Hall da Fama das Escolas do Texas em 1999. Kubiak se formou em St. Pius X em 1978.

### Carreira na faculdade
Kubiak freqüentou a Texas A&M University e foi selecionado para a equipe da Conferência All-Southwest em 1982, depois de liderar a conferência em jardas (1.948) e touchdowns (19). Em seu terceiro ano, ele estabeleceu um recorde de conferência tendo seis passes para touchdown contra Rice.
Em quatro temporadas em Texas A&M, ele passou para 4.078 jardas, 31 touchdowns e 27 interceptações.

### Carreira na NFL
Kubiak foi selecionado na oitava rodada com a 197ª escolha geral do Draft da NFL de 1983 pelo Denver Broncos. Nesse mesmo draft, John Elway foi selecionado com a primeira escolha geral pelo Baltimore Colts antes de forçar uma troca com Denver. Kubiak jogou toda a sua carreira como reserva de Elway, um membro do Hall of Fame.
Em nove temporadas, Kubiak jogou em 119 jogos na temporada regular e teve um recorde de 3-2 como titular. Ele completou 173 de 298 passes (58,1%) enquanto jogava para 14 touchdowns, 16 interceptações e 1.920 jardas, enquanto fazia parte de três equipes que foram campeões da AFC. Kubiak substituiu Elway no final das derrotas dos Broncos no Super Bowl XXI e no Super Bowl XXIV.

## Carreira de treinador

### Texas A&M
Kubiak começou sua carreira de treinador em Texas A & M, atuando como treinador de running backs por duas temporadas (1992–1993).
Ele trabalhou extensivamente com o running back Greg Hill, que foi selecionado pelo Kansas City Chiefs na primeira rodada do Draft da NFL de 1994.

### NFL

#### San Francisco 49ers (1994)
Kubiak venceu seu primeiro Super Bowl servindo como treinador de quarterbacks do San Francisco 49ers em 1994, guiando o quarterback do Hall of Fame, Steve Young, para uma de suas melhores temporadas. Young recebeu seu segundo MVP da NFL e venceu o MVP do Super Bowl XXIX ao ter um recorde de seis touchdowns na vitória por 49-26 sobre o San Diego Chargers.

#### Denver Broncos (1995-2005)
Kubiak foi para os Broncos na temporada seguinte, quando Mike Shanahan, que anteriormente era o coordenador ofensivo dos 49ers, tornou-se o treinador principal de Denver.
Em 11 temporadas (1995-2005) como coordenador ofensivo da equipe e treinador de quarterbacks, Kubiak ajudou a levar Denver a dois títulos do Super Bowl (1997, 1998), que também foram as últimas duas temporadas da carreira de John Elway.
Nas 11 temporadas de Kubiak com a equipe, os Broncos acumularam 66.501 jardas no total e 465 touchdowns, o maior número da NFL durante esse período. Ele treinou 14 jogadores diferentes eleitos para o Pro Bowl, incluindo o running back Terrell Davis, que foi nomeado MVP da NFL em 1998.

#### Houston Texans (2006-2013)

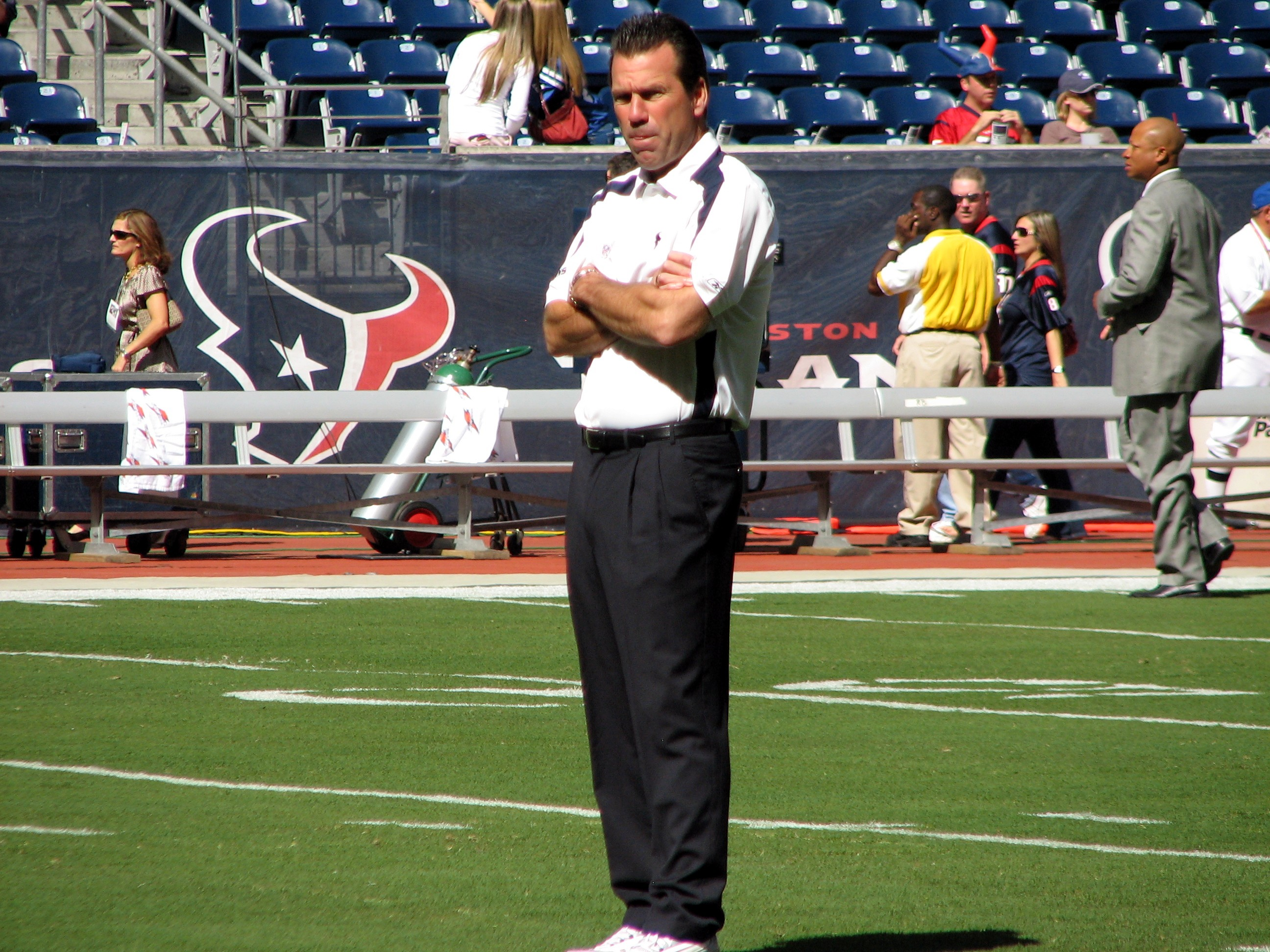
Kubiak treinando os Texans em 2008

Kubiak foi nomeado o segundo treinador na história do Houston Texans em 26 de janeiro de 2006, substituindo Dom Capers. Em sua primeira temporada com a equipe, Houston terminou em quarto na AFC South com um recorde de 6-10. Os Texans terminaram a temporada de 2007 com um recorde de 8-8, foi a primeira vez que o time não teve um recorde perdedor. Os Texans tiveram sua segunda temporada não perdedora, novamente terminando com 8-8, na temporada de 2008.
Na temporada seguinte, sob o comando de Kubiak, os Texans alcançaram sua primeira temporada vitoriosa na história da franquia com um recorde de 9-7. Eles perderam os playoffs em um tiebreaker com o New York Jets. Em 2 de fevereiro de 2010, com um ano de sobra no contrato original assinado, os Texans assinaram com Kubiak uma prorrogação de contrato de três anos até 2012.
Na temporada de 2010, Houston começou forte, com um recorde de 4-2. No entanto, a campanha promissora de Kubiak rapidamente se tornou desastrosa, já que os Texans perderam oito dos últimos 10 jogos, colocando-os em terceiro na AFC South, com um recorde de 6-10. Os Texans terminaram em quarto em jardas, em sétimo em jardas terrestres e em terceiro em jardas totais. Mas a defesa foi indiscutivelmente uma das piores do campeonato, terminando em último em jardas permitidas e empatados em último em touchdowns permitidos.
Os Texans responderam à fraca exibição defensiva de 2010 ao demitir o coordenador defensivo Frank Bush, o técnico de linha secundária David Gibbs, o técnico dos linebackers Johnny Holland e o assistente de linebackers, Robert Saleh. Kubiak contratou Wade Phillips como novo coodenador defensivo em 5 de janeiro de 2011. Phillips tornou-se disponível depois de ser demitido como treinador principal do Dallas Cowboys no meio da temporada de 2010. Phillips foi autorizado a trazer seus próprios assistentes técnicos. Os Texans assinaram com dois defensores de alto perfil, Johnathan Joseph e Danieal Manning, e usaram suas primeiras cinco escolhas de draft, incluindo duas na segunda rodada do Draft de 2011, em mais jogadores defensivos.
A greve da NFL de 2011 limitou o tempo que os treinadores tiveram com os jogadores na pré-temporada, mas Phillips transformou a defesa na segunda melhor em 2011. Apesar das lesões dos principais jogadores, incluindo o wide receiver Andre Johnson e Arian Foster, assim como a devastadora perda do quarterback Matt Schaub em 13 de novembro de 2011, que estava tendo um ano sólido, os Texans garantiram seu primeiro da AFC South e sua primeira aparição nos playoffs da NFL. Os Texans, com o novato T. J. Yates como quarterback, derrotou o Cincinnati Bengals por 31-10 em 7 de janeiro de 2012 no primeiro playoff da história da franquia, com uma multidão recorde de 71.725 no Reliant Stadium.
Kubiak foi eleito Treinador do Ano da AFC depois de levar os Texans a um recorde de 10-6 na temporada regular, uma vaga nos playoffs e uma vitória nos playoffs em 2011. Bob McNair, dono de Texans, recompensou Kubiak com um novo contrato de três anos em 14 de junho de 2012.
A temporada de 2012 viu os Texans começarem com um recorde de 5-0 pela primeira vez na história da franquia. Os Texans terminaram a temporada com o melhor recorde da franquia: 12-4. Eles derrotaram o Cincinnati Bengals no Wild Card pelo segundo ano consecutivo, antes de perder para o New England Patriots por 41-28 no Divisional Round.
Em 6 de dezembro, Kubiak foi demitido do Houston Texans com três jogos restantes na temporada de 2013. Ele terminou a temporada de 2013 com um recorde de 2-11 e foi substituído pelo coordenador defensivo, Wade Phillips. Kubiak teve um recorde de 61–64 na temporada regular e um recorde de 2–2 nos playoffs como treinador principal dos Texans.

##### Primeiro problema de saúde
Em 3 de novembro de 2013, Kubiak desmaiou quando estava saindo do campo no intervalo do jogo contra o Indianapolis Colts. Ele foi levado para o hospital como medida de precaução. Relatos iniciais afirmaram que ele não teve um ataque cardíaco. Um relatório da NFL em 4 de novembro de 2013, indicou que ele havia sofrido um "ataque isquêmico transitório" (AIT), ou sintomas relativamente breves e não permanentes de desorientação, confusão, tontura, esquecimento e / ou vertigem (entre outros). Na ausência de Kubiak para o segundo tempo contra os Colts, o coordenador defensivo Wade Phillips assumiu as funções dele e foi o técnico principal no restante do jogo.

#### Baltimore Ravens (2014)
Em 27 de janeiro de 2014, Kubiak assinou com o Baltimore Ravens para ser seu novo coordenador ofensivo. Ele serviu uma temporada sob o comando de John Harbaugh, substituindo Jim Caldwell, que assinou como treinador do Detroit Lions.
Como coordenador ofensivo, Kubiak instalou sua versão de passes ofensivos da Costa Oeste combinada com um esquema de bloqueio de zona que deu lugar a Play-Action. Sob sua orientação, os Ravens tiveram o ataque mais bem-sucedida em 19 anos, com o quarterback Joe Flacco e o Running Back Justin Forsett alcançando seus maiores números em uma única temporada em jardas e touchdowns. Graças em parte ao ataque de Kubiak, os Ravens retornaram aos playoffs após uma ausência de um ano.
Devido ao seu sucesso em Baltimore, Kubiak tornou-se um candidato a treinador principal, recebendo interesse do New York Jets, Chicago Bears e San Francisco 49ers. Os Ravens fizeram um grande esforço para manter Kubiak como o coordenador ofensivo da próxima temporada e Kubiak a princípio parecia empenhado em ficar em Baltimore. Até que seu amigo e ex-companheiro de equipe, John Elway, lhe ofereceu o que ele chamou de seu "emprego dos sonhos" - uma chance de treinar seu ex-time, o Denver Broncos.

#### Denver Broncos (2015-2016)
Em 18 de janeiro de 2015, Kubiak assinou um contrato de quatro anos para se tornar o técnico principal do Denver Broncos, depois que o diretor-geral dos Broncos, John Elway, dispensou o técnico John Fox após duas eliminações nos playoffs. Wade Phillips, um ex-treinador dos Broncos, retornou ao time para servir como Coordenador Defensivo.
Sob o comando de Kubiak, os Broncos instalaram um ataque orientada para a corrida com bloqueio de zona, misturada com os passes de Peyton Manning, mas eles tiveram problemas com as inúmeras mudanças e lesões na linha ofensiva. Além disso, Manning, de 39 anos, teve sua pior temporada estatística desde seu primeiro ano, devido a uma lesão de fascite plantar em seu calcanhar que ele sofreu durante o verão. Os Broncos foram levados por sua defesa liderada pelo coordenador defensivo Wade Phillips, que ficou em primeiro lugar em jardas totais permitidas, jardas de passes e sacks e, como nas três temporadas anteriores, a equipe continuou a estabelecer vários recordes individuais, de liga e de franquia. Embora a equipe tivesse um início de 7-0, Manning liderou a NFL em interceptações. Na semana 10, Manning sofreu uma ruptura parcial da fasceíte plantar no pé esquerdo. Ele estabeleceu o recorde de todos os tempos da NFL de mais jardas passadas na carreira neste jogo, mas depois de lançar quatro interceptações, Kubiak deu o seu lugar para o quarterback reserva, Brock Osweiler, que assumiu como titular durante a maior parte da temporada regular. Durante a Semana 17, no entanto, onde os Broncos estavam perdendo por 13-7 contra o San Diego Chargers, Kubiak devolveu a posição a Manning e ele liderou a equipe para uma vitória chave de 27-20, que permitiu que a equipe terminasse a temporada regular de 2015 com um recorde de 12-4, vencendo a AFC West e garantindo o primeiro lugar na AFC.
Na pós-temporada, os Broncos derrotaram o Pittsburgh Steelers por 23-16 no Divisional Round e o New England Patriots por 20-18 na Final da AFC, avançando para o Super Bowl 50. Os Broncos derrotaram o Carolina Panthers por 24-10 no Super Bowl 50, conquistando o título e dando a Kubiak sua primeira vitória no Super Bowl como treinador principal. Kubiak se tornou o quarto treinador principal a vencer um Super Bowl em sua primeira temporada com uma equipe, depois de Don McCafferty, George Seifert e Jon Gruden. Kubiak tornou-se o terceiro treinador da história da NFL a vencer um Super Bowl com o mesmo time que ele jogou, juntando-se a Mike Ditka e Tom Flores, e é a primeira pessoa a ter jogado no Super Bowl e depois vencê-lo como treinador do mesmo time.

##### Segundo problema de saúde
Na temporada seguinte, Kubiak teve inúmeros contratempos. Durante a offseason, os Broncos perderam seus dois quarterbacks: Manning se aposentou e Osweiler foi para o Houston Texans. Como resultado, Kubiak agora precisava integrar dois novos quarterbacks: Trevor Siemian e Paxton Lynch.
Além disso, pouco depois da derrota da semana 5 do Broncos para o Atlanta Falcons, Kubiak foi levado às pressas para um hospital na área de Denver depois de ter sintomas semelhantes aos da gripe e fadiga corporal extrema. De acordo com Elway, Kubiak estava se sentindo mal antes da derrota para os Falcons, e após uma ressonância magnética e tomografia computadorizada, Kubiak foi diagnosticado com uma "enxaqueca complexa". O coordenador das equipes especiais, Joe DeCamillis, foi o treinador interino da equipe durante o Thursday Night Football contra o San Diego Chargers, enquanto Kubiak passava por uma semana de descanso. Foi a segunda vez em três anos em que Kubiak sofreu um problema de saúde no meio da temporada.

##### Última temporada como técnico
Kubiak liderou os Broncos em outra temporada vitoriosa, mas apesar do recorde de 9-7, a equipe não foi para os playoffs pela primeira vez depois de cinco títulos da divisão seguidos. Após uma vitória por 24-6 sobre o Oakland Raiders em 1 de janeiro de 2017, Kubiak anunciou em uma reunião com sua equipe que estava deixando o cargo devido a problemas de saúde.
Ele anunciou sua aposentadoria oficial durante uma conferência de imprensa no dia seguinte, chamando-a de "decisão extremamente difícil" e agradecendo a Elway, ao CEO Joe Ellis, ao proprietário Pat Bowlen e aos fãs dos Broncos pelo apoio durante seu discurso de aposentadoria.
Durante sua carreira de treinador de 23 anos na NFL, Kubiak trabalhou com 34 jogadores que tiveram 67 seleções para o Pro Bowl, incluindo os Hall da Fama: John Elway, Shannon Sharpe, Gary Zimmerman e Steve Young.

## Carreira administrativa
Devido à sua relativa pouca idade, muitos esperavam que Kubiak continuasse envolvido com o futebol americano. Ele permaneceu em contato com Elway após sua aposentadoria, alimentando especulações de que ele continuaria envolvido com a organização.
Seis meses após sua aposentadoria, Kubiak voltou oficialmente ao Denver Broncos como consultor sênior. Baseando-se fora de sua casa no Texas, Kubiak analisaria prospectivas universitárias ofensivas antes do draft e ajudaria na free agency.
No final da temporada de 2017 da NFL, Elway promoveria Kubiak para um papel "ampliado" dentro do front office, sendo o terceiro no comando atrás do próprio Elway e do diretor do pessoal, Matt Russell.

## Registro como treinador principal
| Time              | Ano               | Temporada Regular | Temporada Regular | Temporada Regular | Temporada Regular | Pós-Temporadada | Pós-Temporadada | Pós-Temporadada                                                |
| Time              | Ano               | Vitória           | Derrota           | Empate            | Classificação     | Vitória         | Derrota         | Resultado                                                      |
| ----------------- | ----------------- | ----------------- | ----------------- | ----------------- | ----------------- | --------------- | --------------- | -------------------------------------------------------------- |
| HOU               | 2006              | 6                 | 10                | 0                 | 4º na AFC South   | –               | –               | –                                                              |
| HOU               | 2007              | 8                 | 8                 | 0                 | 4º na AFC South   | –               | –               | –                                                              |
| HOU               | 2008              | 8                 | 8                 | 0                 | 3º na AFC South   | –               | –               | –                                                              |
| HOU               | 2009              | 9                 | 7                 | 0                 | 2º na AFC South   | –               | –               | –                                                              |
| HOU               | 2010              | 6                 | 10                | 0                 | 3º na AFC South   | –               | –               | –                                                              |
| HOU               | 2011              | 10                | 6                 | 0                 | 1º na AFC South   | 1               | 1               | Derrota para o Baltimore Ravens no Divisional Round da AFC     |
| HOU               | 2012              | 12                | 4                 | 0                 | 1º na AFC South   | 1               | 1               | Derrota para o New England Patriots no Divisional Round da AFC |
| HOU               | 2013              | 2                 | 11                | 0                 | (Demitido)        | –               | –               |                                                                |
| Total             | Total             | 61                | 64                | 0                 |                   | 2               | 2               |                                                                |
| DEN               | 2015              | 12                | 4                 | 0                 | 1º na AFC West    | 3               | 0               | Campeão do Super Bowl 50                                       |
| DEN               | 2016              | 9                 | 7                 | 0                 | 3º na AFC West    | –               | –               | –                                                              |
| Total             | Total             | 21                | 11                | 0                 |                   | 3               | 0               |                                                                |
| Total da carreira | Total da carreira | 82                | 75                | 0                 |                   | 5               | 2               |                                                                |

### Árvore
Treinadores com quem Kubiak serviu:
- George Seifert, San Francisco 49ers (1994)
- Mike Shanahan, Denver Broncos (1995-2005)
- John Harbaugh, Baltimore Ravens (2014)

Assistentes de Kubiak que se tornaram treinadores da NFL ou da NCAA:
- Troy Calhoun, Air Force (2007–presente)
- Mike Sherman, Texas A&M (2008-2011)
- Vance Joseph, Denver Broncos (2017-2018)
- Kyle Shanahan, San Francisco 49ers (2017–presente)

## Vida privada
Kubiak e sua esposa, Rhonda, têm três filhos: Klint, Klay e Klein.
Klint foi o treinador de Wide receiver na Universidade do Kansas em 2015, e em fevereiro de 2016, contratado pelo Denver Broncos como assistente ofensivo. De 2005 a 2009, Klay foi o quarterback de Universidade do Estado do Colorado e atualmente é o técnico principal de Strake Jesuit College Preparatory. Klein jogou como wide receiver na Universidade Rice e agora é o olheiro da  Área Sudoeste do Denver Broncos.